# Moscheea Mecca din Hyderabad
Moscheea Mecca este o moschee din orașul Hyderabad, India. Aceasta este una dintre cele mai importante moschei din țară, fiind monument istoric.

## Istorie și arhitectură
Construcția moscheii a început în timpul sultanului Muhammad Quli Qutb Shah (1580-1612). La construcție s-au folosit cărămizi făcute din pământ special adus pentru acest scop din orașul sfânt Mecca. Din această cauză locașul a fost numit Mecca Masjid sau Moscheea Mecca. Piatra de temelie a fost pusă de însuși Muhammad Quli Qutb Shah, iar la lucrările de construcție au participat 8.000 de muncitori. Cu toate acestea, moscheea a fost finalizată abia în anul 1694, în timpul sultanului mogul Aurangzeb (1658-1707).
Moscheea Mecca are o sală de rugăciune ce poate găzdui aproximativ 10.000 de oameni în acelaș timp. Edificiul este flancat de două minarete dotate cu o galerie arcuită și cupole. Multe dintre arcuri și uși sunt decorate cu motive florale sau cu versete coranice. De asemenea, complexul moscheii cuprinde și o grădină unde se află mormintele unor sultani sau lideri locali importanți și o cameră unde se află o raclă cu un fir de păr al Profetului Mohamed.
Ca monument istoric, moscheea a fost restaurată în anul 1995. Pe data de 18 mai 2007, a avut loc o explozie în timpul rugăciunii de vineri ce s-a soldat cu 13 morți și câțiva răniți.

## Galerie de imagini

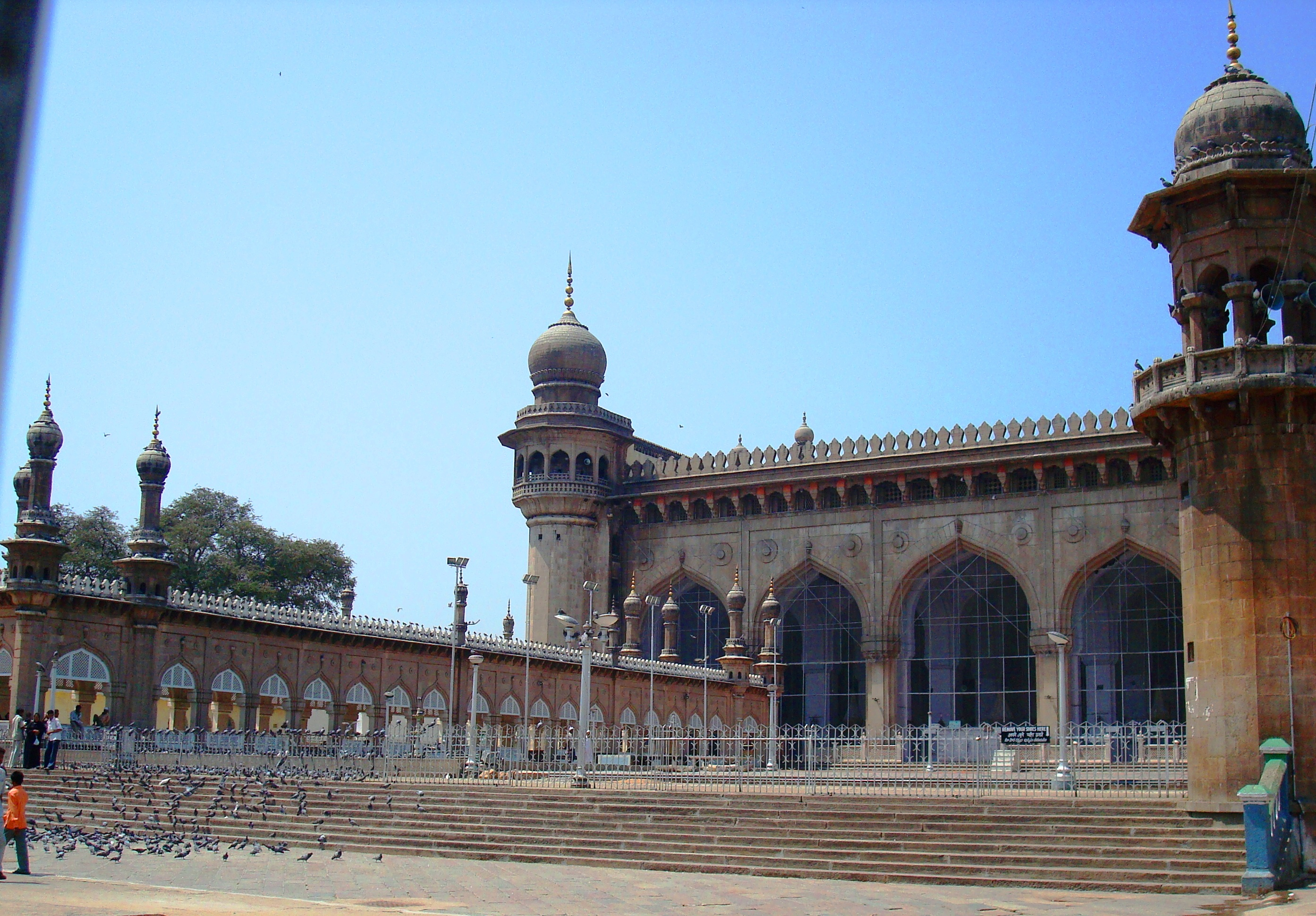
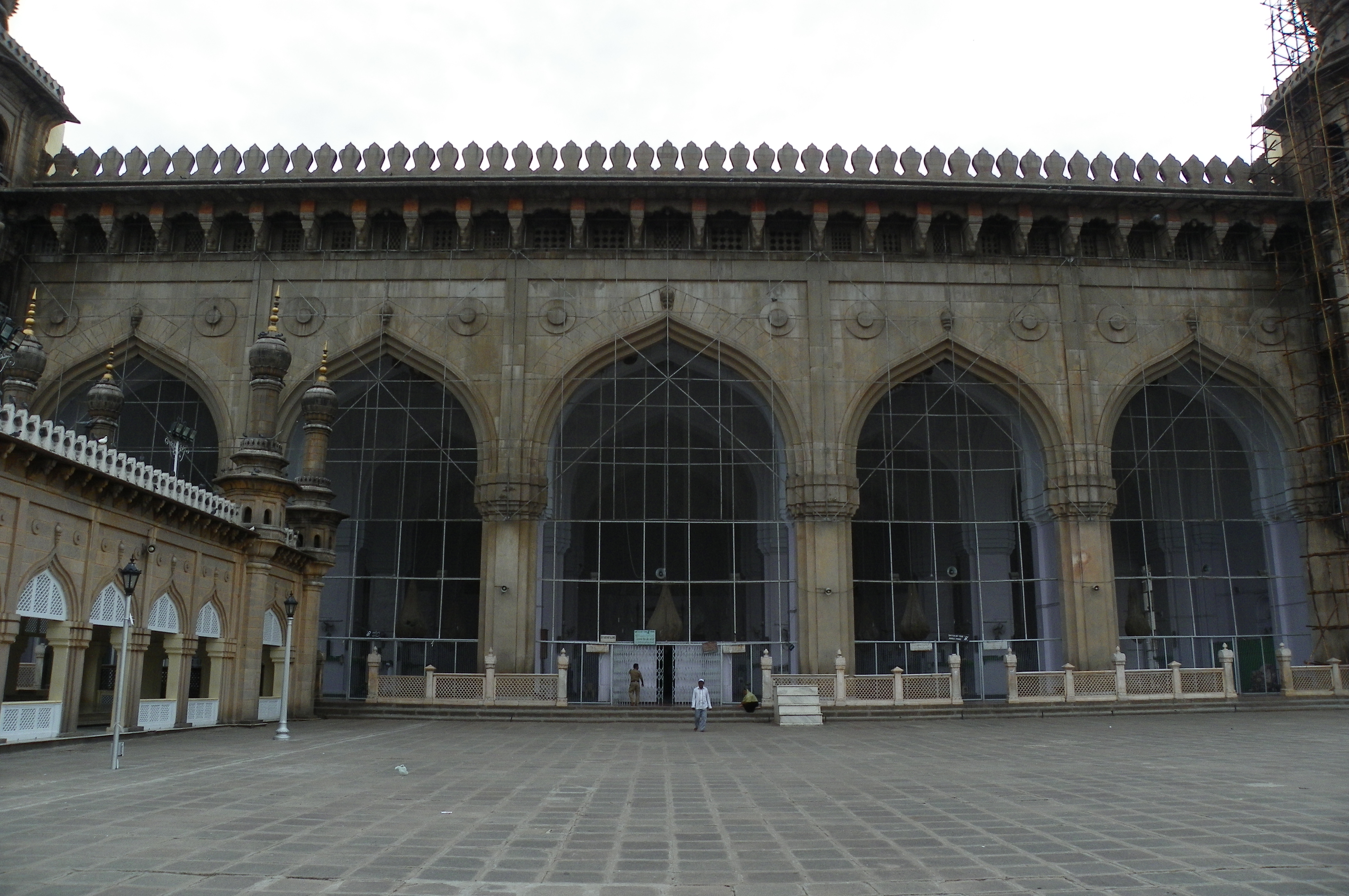
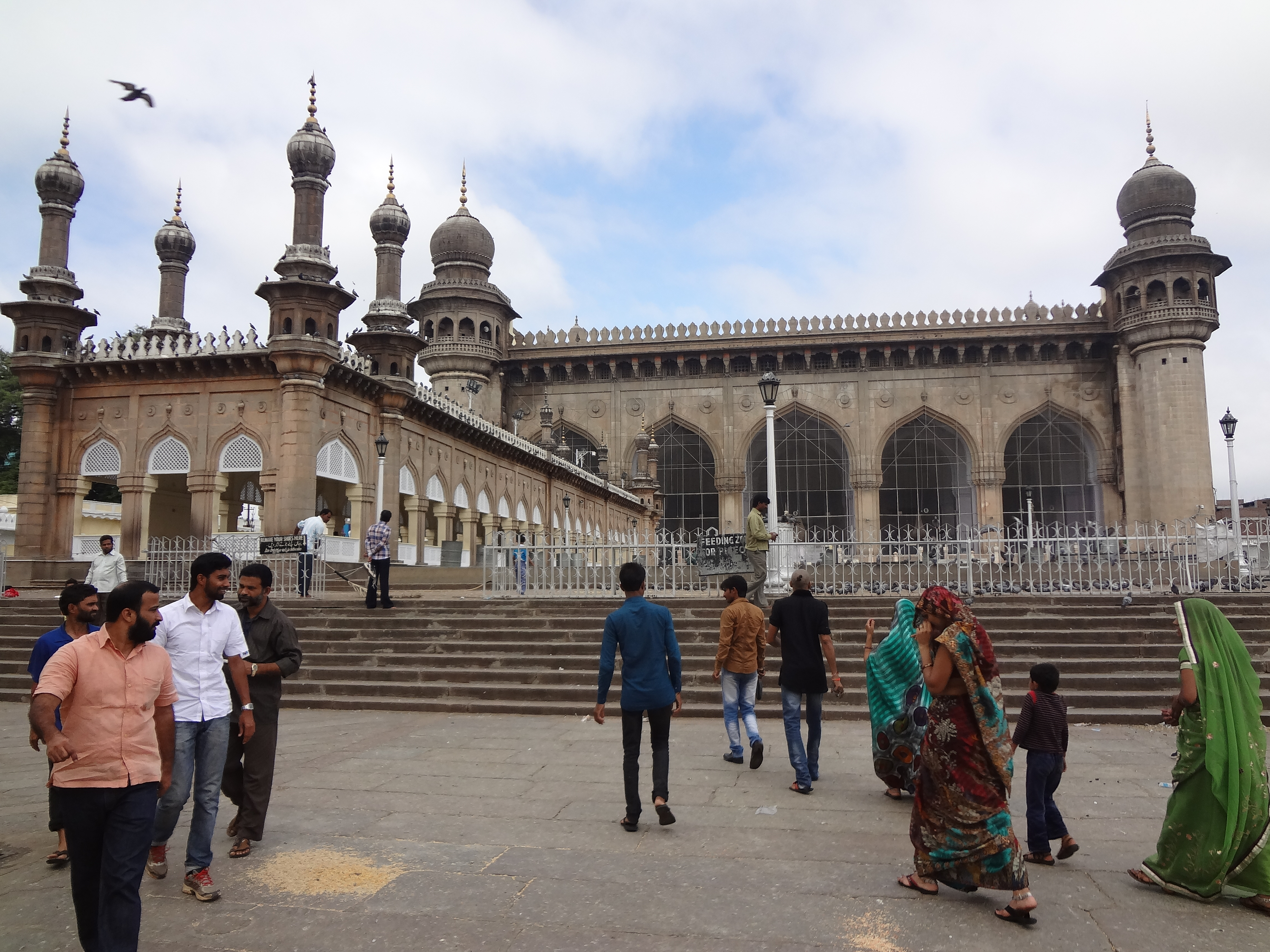
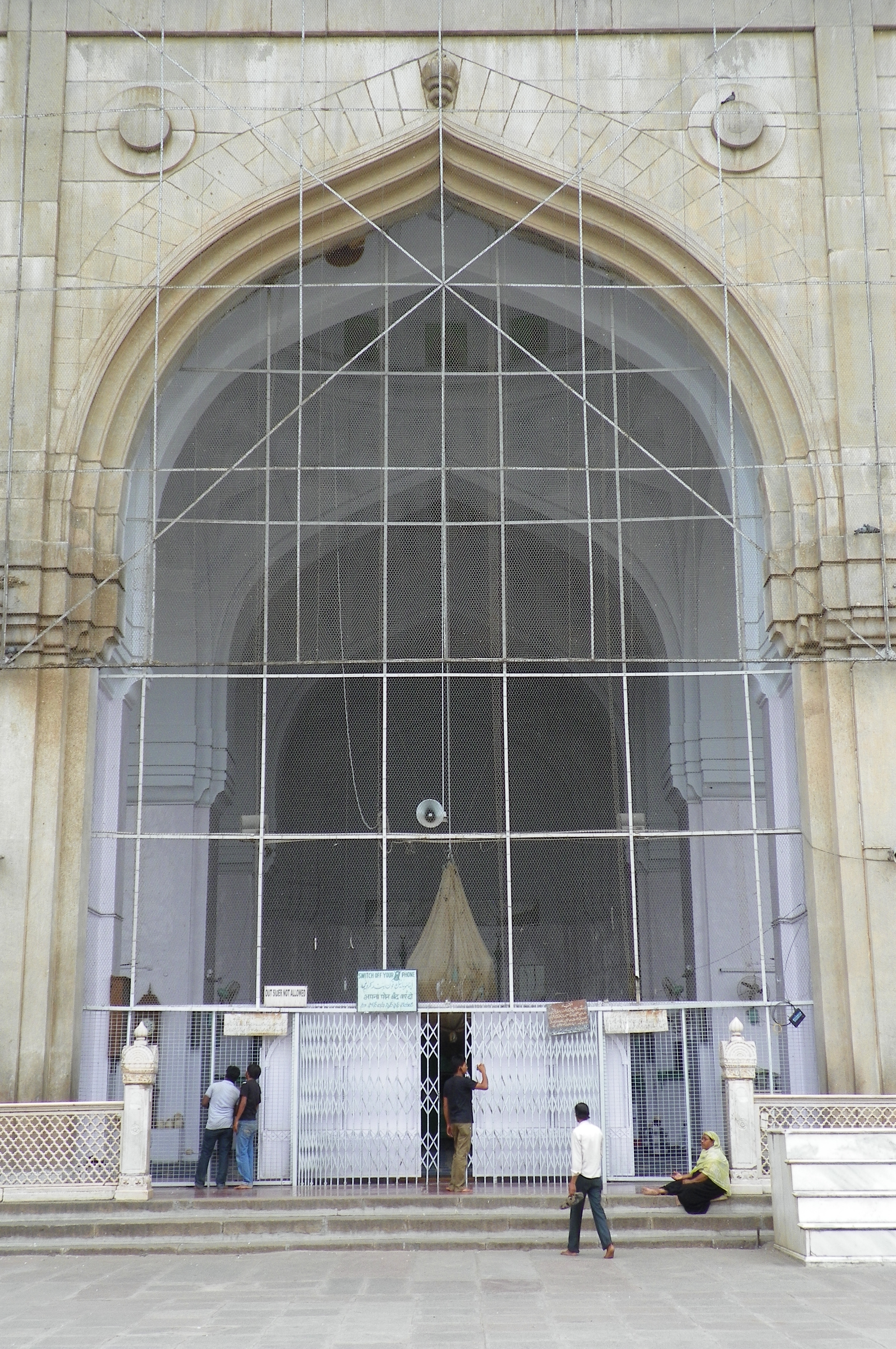
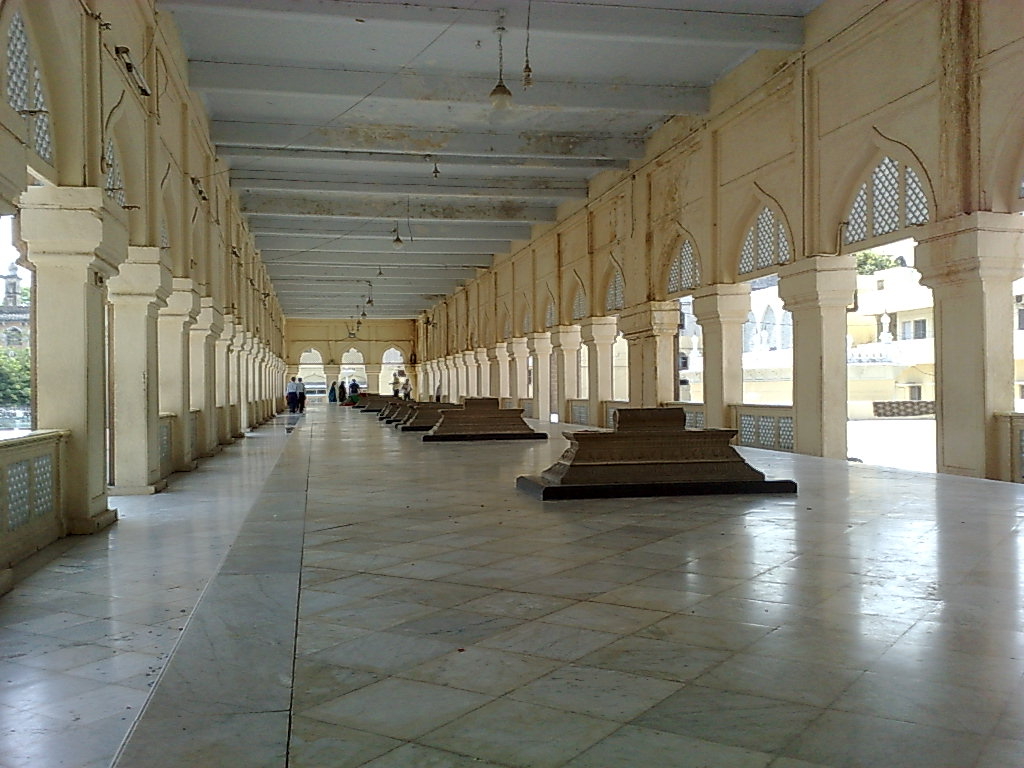